# Ugo di Lusignano (cardinale)
Ugo di Lusignano (Cipro, 1380/1385 – Ginevra, 5 agosto 1442) è stato un cardinale e arcivescovo cattolico cipriota.
Conosciuto anche come Hugues de Lusignan.

## Biografia

### Infanzia
Figlio del re Giacomo I di Cipro e Helvis di Brunswick-Grubenhagen, venne educato alla corte del padre.

### Carriera ecclesiastica
L'8 luglio 1411 è nominato dall'antipapa Giovanni XXIII amministratore apostolico dell'arcidiocesi di Nicosia, sede di rito latino istituita sull'isola cipriota all'epoca delle crociate. Ricomposto lo scisma d'Occidente, il 5 marzo 1421 papa Martino V lo nominò arcivescovo di Nicosia.
Fu creato cardinale diacono da Martino V nel concistoro del 24 maggio 1426. Tre giorni dopo ricevette il titolo cardinalizio di Sant'Adriano al Foro, mantenendo comunque la sua sede di Nicosia fino alla morte. Il 14 marzo 1431 optò per il titolo presbiterale di San Clemente. Il 20 aprile successivo fu nominato cardinale vescovo di Palestrina e il 27 giugno 1436 fu trasferito alla sede cardinalizia di Frascati.

### Sostegno all'antipapa Felice V
Ricevette in commenda i monasteri di Santa Maria di Pinerolo, di San Severino e di Montevergine. Non partecipò al conclave del 1431, mentre fu presente al concilio di Basilea dando il suo appoggio all'antipapa Felice V: il cardinale aveva organizzato il matrimonio di sua nipote Anna con Ludovico di Savoia, figlio e successore del duca Amedeo VIII di Savoia, antipapa Felice V. Per questo motivo sembra sia stato privato del cardinalato e dell'episcopato da papa Eugenio IV nel 1440.

### Morte
Morì a Ginevra il 5 agosto 1442.

## Ascendenza
|                                 |                                    |                                | Genitori          |  |  | Nonni |  |  | Bisnonni           |  |  | Trisnonni        |  |
|                                 |                                    |                                |                   |  |  |       |  |  | Guido di Lusignano |  |  | Ugo III di Cipro |  |
|                                 |                                    |                                |                   |  |  |       |  |  | Guido di Lusignano |  |  | Ugo III di Cipro |  |
|                                 |                                    | Isabella d'Ibelin              |                   |  |  |       |  |  | Guido di Lusignano |  |  |                  |  |
| Ugo IV di Cipro                 |                                    |                                |                   |  |  |       |  |  | Guido di Lusignano |  |  |                  |  |
|                                 |                                    | Eschiva di Ibelin              | Giovanni d'Ibelin |  |  |       |  |  |                    |  |  |                  |  |
|                                 |                                    | Eschiva di Ibelin              | Giovanni d'Ibelin |  |  |       |  |  |                    |  |  |                  |  |
|                                 |                                    | Eschiva di Ibelin              | Alice de la Roche |  |  |       |  |  |                    |  |  |                  |  |
| Giacomo I di Cipro              |                                    | Eschiva di Ibelin              |                   |  |  |       |  |  |                    |  |  |                  |  |
|                                 |                                    | Guido di Nicosia               | Baliano d'Ibelin  |  |  |       |  |  |                    |  |  |                  |  |
|                                 |                                    | Guido di Nicosia               | Baliano d'Ibelin  |  |  |       |  |  |                    |  |  |                  |  |
|                                 |                                    | Guido di Nicosia               | …                 |  |  |       |  |  |                    |  |  |                  |  |
| Alice d'Ibelin                  |                                    | Guido di Nicosia               |                   |  |  |       |  |  |                    |  |  |                  |  |
|                                 |                                    | Isabella d'Ibelin              | …                 |  |  |       |  |  |                    |  |  |                  |  |
|                                 |                                    | Isabella d'Ibelin              | …                 |  |  |       |  |  |                    |  |  |                  |  |
|                                 |                                    | Isabella d'Ibelin              | …                 |  |  |       |  |  |                    |  |  |                  |  |
| Cardinale Ugo di Lusignano      |                                    | Isabella d'Ibelin              |                   |  |  |       |  |  |                    |  |  |                  |  |
|                                 | Enrico II di Brunswick-Grubenhagen | Enrico I di Brunswick-Lüneburg |                   |  |  |       |  |  |                    |  |  |                  |  |
|                                 | Enrico II di Brunswick-Grubenhagen | Enrico I di Brunswick-Lüneburg |                   |  |  |       |  |  |                    |  |  |                  |  |
|                                 | Enrico II di Brunswick-Grubenhagen | Agnese di Meißen               |                   |  |  |       |  |  |                    |  |  |                  |  |
| Filippo di Brunswick-Lüneburg   | Enrico II di Brunswick-Grubenhagen |                                |                   |  |  |       |  |  |                    |  |  |                  |  |
|                                 |                                    | Eloisa d'Ibelin                | Filippo d'Ibelin  |  |  |       |  |  |                    |  |  |                  |  |
|                                 |                                    | Eloisa d'Ibelin                | Filippo d'Ibelin  |  |  |       |  |  |                    |  |  |                  |  |
|                                 |                                    | Eloisa d'Ibelin                | …                 |  |  |       |  |  |                    |  |  |                  |  |
| Helvis di Brunswick-Grubenhagen |                                    | Eloisa d'Ibelin                |                   |  |  |       |  |  |                    |  |  |                  |  |
|                                 |                                    | Oddone di Dampierre            | …                 |  |  |       |  |  |                    |  |  |                  |  |
|                                 |                                    | Oddone di Dampierre            | …                 |  |  |       |  |  |                    |  |  |                  |  |
|                                 |                                    | Oddone di Dampierre            | …                 |  |  |       |  |  |                    |  |  |                  |  |
| Helvis de Dampierre             |                                    | Oddone di Dampierre            |                   |  |  |       |  |  |                    |  |  |                  |  |
|                                 |                                    | Isabella di Lusignano          | …                 |  |  |       |  |  |                    |  |  |                  |  |
|                                 |                                    | Isabella di Lusignano          | …                 |  |  |       |  |  |                    |  |  |                  |  |
|                                 |                                    | Isabella di Lusignano          | …                 |  |  |       |  |  |                    |  |  |                  |  |
|                                 |                                    | Isabella di Lusignano          |                   |  |  |       |  |  |                    |  |  |                  |  |